# 左合ひとみ
左合 ひとみ（さごう ひとみ、1958年 - ）は、日本のグラフィックデザイナー。株式会社左合ひとみデザイン室代表取締役。大阪芸術大学短期大学部客員教授。新潟県燕市の洋食器ブランド「enn」・広島県宮島のもみじ饅頭の「藤い屋」、栃木県下野市の海老原ファームの野菜ブランド「エビベジ」他の『地産デザイン』で地方創生に尽力している。

## 経歴
富山県生まれ岐阜県育ち。1976年、岐阜県立岐阜高等学校を卒業。1980年、東京藝術大学美術学部を卒業。パルコ広告制作局、カメレオンを経て、1989年7月14日、株式会社左合ひとみデザイン室を設立。2003年より2013年までグッドデザイン賞審査委員を務めた。

## 受賞
以下は「第4回エコ・プロダクツデザインコンペ2010」審査員プロフィールによる。
- 1982年、準朝日広告賞[6]。
- 1995年、ニューヨークADC（英語版）銀賞。
- 1998年、JAGDA新人賞。
- 1999年、日本パッケージデザイン大賞特別賞。
- 1999年、ドイツカレンダー展銅賞。
- 2000年、全国カレンダー展通商産業大臣賞。

## 著書
- 左合瞳 著、朱锷 編『新世代平面设计家左盒瞳的设计世界（新世代平面設計家左合瞳的設計世界）』广西美术出版社（広西美術出版社）、2000年8月。ISBN 7806258574。

### 共著
- 左合ひとみ、澤田泰広、新村則人『Graphic Wave 7』ギンザ・グラフィック・ギャラリー、2002年9月1日。ISBN 4-924956-94-5。

## 会員
- 日本グラフィックデザイナー協会会員[9]。